# 三輪信昭
三輪 信昭（みわ のぶあき、1942年11月7日 - ）は、日本の実業家、政治家。
衆議院議員（1期）、国民の生活が第一副幹事長・選挙対策委員会副委員長、カネ美食品株式会社社長、愛知県議会議員（4期）、新党きづな副代表などを歴任した。県議時代は「三輪敦昭」という名前で活動した。

## 来歴

### 生い立ち
三重県桑名郡（現在の桑名市）生まれ。三重県立桑名高等学校中途退学。親類が経営する惣菜店に勤務した後、1969年にカネ美食品を創業する。1971年3月に同社を株式会社化し、初代代表取締役に就任した。1983年に同社の代表取締役を退任し、その後は不動産会社を経営。なお、カネ美食品は2002年にユニーの持分法適用関連会社となった。

### 愛知県議会
1987年、愛知県議会議員選挙に民社党公認で出馬し、初当選し塚本三郎の系列県議に。1993年に民社党を離党し、大谷忠雄属する新生党に入党。新進党、自由党を経て、2003年の民由合併により民主党に入党。2007年、第21回参議院議員通常選挙に民主党公認で比例区から出馬したが、落選した。

### 衆議院
2009年、第45回衆議院議員総選挙に民主党から比例東海ブロック単独38位で出馬し、当選。2011年2月、消費税増税や環太平洋パートナーシップ協定（TPP）を推進する内閣総理大臣の菅直人らに反発し、民主党政権交代に責任を持つ会に入会。民主党政権交代に責任を持つ会に参加した議員は民主党会派からの離脱を届け出たが、民主党幹事長の岡田克也から拒否された。同年12月28日、野田内閣の消費増税路線に反発し、民主党に離党届を提出（民主党は2012年2月7日の常任幹事会で離党届を受理せず除籍処分とすることを決定した）。新党きづなの結党に参加し、同党副代表に就任した。また、同党の国会議員会の会長も務める。
2012年11月6日、新党きづなの緊急幹事会にて、将来的に国民の生活が第一に合流する方針が決定された。また、先行合流希望者についても承認することが決定された。これを受け、11月7日の自身の誕生日を機に離党することを決め、翌8日の同党の定例幹事会にて離党届を提出した。同日、国民の生活が第一に入党届を提出した。同月12日の定例常任幹事会で入党の可否が審議されると予想されたが、同党幹事長の東祥三らにより持ち回り常任幹事会で審議され、8日中に入党が承認された。同党の副幹事長、および、選挙対策委員会の副委員長に就任する。2012年、第46回衆議院議員総選挙に日本未来の党から比例東海ブロック単独21位で出馬し、落選。

## 略歴
- 1942年 - 三重県桑名郡にて誕生。
- 1959年 - 三重県立桑名高等学校中途退学。
- 1959年 - サノヤ入社。
- 1969年 - カネ美食品創業。
- 1971年 - カネ美食品を株式会社化し、カネ美食品代表取締役。
- 1987年 - 愛知県議会議員選挙当選。
- 1993年 - 新生党愛知県支部連合会幹事長。
- 1994年 - 新進党愛知県支部連合会副幹事長。
- 1998年 - 自由党愛知県支部連合会幹事長。
- 2007年 - 第21回参議院議員通常選挙落選（比例区）。
- 2009年 - 第45回衆議院議員総選挙当選（比例東海ブロック）。
- 2012年 - 新党きづな副代表。
- 2012年 - 新党きづな国会議員会会長。
- 2012年 - 国民の生活が第一副幹事長。
- 2012年 - 国民の生活が第一選挙対策委員会副委員長。
- 2012年 - 第46回衆議院議員総選挙に比例東海ブロックより出馬するも落選。

## 賞歴
- 2003年 - 愛知県政功労者章。

## 栄典
- 1977年 - 紺綬褒章。